# Ветеран военной службы
Ветеран военной службы — звание, установленное в соответствии со статьёй 5 Федерального закона «О ветеранах».

## Условия присвоения звания
Ветеранами военной службы являются военнослужащие Вооружённых сил СССР, Вооружённых сил Российской Федерации, других войск, воинских формирований и органов, в которых законодательством Российской Федерации предусмотрена военная служба, Объединённых вооруженных сил государств — участников Содружества Независимых Государств, созданных в соответствии с Уставом Содружества Независимых Государств, награждённые орденами или медалями, либо удостоенные почётных званий СССР или Российской Федерации, либо награждённые ведомственными знаками отличия, при условии, что общая продолжительность военной службы указанных военнослужащих составляет 20 лет и более, а также военнослужащие, ставшие инвалидами вследствие ранения, контузии, увечья или заболевания, полученных в связи с исполнением обязанностей военной службы. Указанные требования распространяются на военнослужащих, уволенных с военной службы в запас (отставку).
Порядок и условия присвоения звания «Ветеран военной службы» определяются Президентом Российской Федерации.
Ветеранам военной службы предоставляются определённые законом льготы, как на федеральном, так и на местном уровне, однако льготы предоставляются лишь по одному основанию (либо выслуга, либо инвалидность) и не суммируются.

## Порядок присвоения звания
Указом Президента Российской Федерации «Об утверждении порядка и условий присвоения звания „Ветеран военной службы“» от 19 мая 1995 г. № 501 утверждаются прилагаемые порядок и условия присвоения звания «Ветеран военной службы» в соответствии с которыми:
1. Звание «Ветеран военной службы» присваивается федеральными органами исполнительной власти, в которых предусмотрена военная служба[3].
2. Лицо, претендующее на звание «Ветеран военной службы», подает заявление и документы, подтверждающие основания для присвоения звания «Ветеран военной службы», предусмотренные Федеральным законом «О ветеранах», в соответствующее кадровое или пенсионное подразделение.
3. Заявление и необходимые документы в 3-недельный срок направляются для принятия по ним решения в соответствующий федеральный орган исполнительной власти.
4. Решение о присвоении звания «Ветеран военной службы» принимается федеральным органом исполнительной власти в месячный срок. 
В случае отказа в присвоении звания «Ветеран военной службы» соответствующие федеральные органы исполнительной власти сообщают ходатайствующим причины и основания отказа.
5. Лицам, которым присвоено звание «Ветеран военной службы», вручается удостоверение ветерана военной службы.